# أوريلسان
أوريلسان (باللغة الفرنسية Orelsan أو OrelSan) المولود في Alençon، في باس نورماندي، فرنسا في الأول من أغسطس / آب 1982 هو مؤدي راب فرنسي شهير واختير أفضل فنان فرنسي للعام 2009 لتمثيل فرنسا في جوائز الموسيقى الأوروبية MTV. كلمات أغانيه تعبّر عن حال الشباب الفرنسي ولأغانيه نفحة أدبية وموسيقية جميلة. إلا أن أوريلسان تعرّض لانتقادات كثيرة لكلماته العنيفة تجاه النساء والمثليين وغيرهم. وللرابر ألبومين، Perdu d'avance عام 2009 وLe Chant des sirènes عام 2011 ومن أهم السينغلز وأنجحها تجاريا "La terre est ronde"

## الألبومات
- 2009: Perdu d'avance
- 2011: Le Chant des Sirènes
- La fête et finie:2017

## روابط خارجية
- أوريلسان على موقع IMDb (الإنجليزية)
- أوريلسان على موقع ألو سيني (الفرنسية)
- أوريلسان على موقع ميوزك برينز (الإنجليزية)
- أوريلسان على موقع أول ميوزيك (الإنجليزية)
- أوريلسان على موقع ديسكوغز (الإنجليزية)
- أوريلسان على موقع ديسكوغز (الإنجليزية)
- أوريلسان على موقع قاعدة بيانات الفيلم (الإنجليزية)
- أوريلسان على موقع كينوبويسك (الروسية)